# 練馬町
練馬町（ねりままち）は東京府に存在した町の一つであり、1929年の町制以前は下練馬村（しもねりまむら）であった。

## 地理
現在の東京都練馬区の北町、錦、平和台、氷川台、早宮、練馬、桜台、羽沢、栄町に相当する。
- 河川 : 石神井川、千川上水

### 隣接していた自治体
- 東京府
  - 北豊島郡 上練馬村、赤塚村、志村、上板橋村、中新井村

## 歴史
- 1644年（正保年間）ころ - 正保の改にて上練馬村と下練馬村は二村に分立しており[1]、分立以前は練馬村下組といわれていた。
- 1827年（文政10年） - 文政の改革により上板橋村を大惣代とする組合村（寄場組合）に所属する。下練馬村は小惣代として上練馬村、土支田村上組、同下組を管轄した[2]。『新編武蔵風土記稿』では豊島郡野方領の内に記されている[3]。
- 1868年（明治元年） - 明治維新により、はじめ鎮台府、ついで武蔵知県事松村忠四郎の管轄となるが[4]、まもなく古賀定雄に交代[5]。
- 1869年3月21日（明治2年2月9日） - 武蔵知県事古賀定雄の管轄区域に品川県が設置される[6]。
- 1870年1月19日（明治2年12月18日） - 品川県内の寄場組合が廃止され、中新井村を筆頭とする22番組に所属。
- 1872年1月14日（明治4年12月5日） - 東京府に編入され新宿口第22区の所属となる。
- 1873年（明治6年）3月18日 - 朱引外大小区改正により東京府第8大区7小区の所属となる[7]。
- 1878年（明治11年）11月2日 - 郡区町村編制法施行により東京府北豊島郡下練馬村となる。
- 1880年（明治13年）8月21日 - 下練馬村村会規則を制定する。村議会定数は11選挙区からの計25名。
- 1889年（明治22年）5月1日 - 同年4月1日の町村制施行に伴い、本地域で明治の大合併が起こるも、下練馬村は一村独立し、大字を持たず。
- 1912年（明治45年） - 村役場建立（現在の平和台三丁目22-11）
- 1929年（昭和4年）4月1日 - 町制および改称を施行。練馬町となる。下練馬村役場はそのまま練馬町役場となる。下練馬村時代を引き継ぎ、この時点でも大字は持たない自治体であった。
- 1932年（昭和7年）10月1日 - 板橋区成立。

東京市が隣接5郡（豊多摩郡・北豊島郡・荏原郡・南足立郡・南葛飾郡）82町村を編入。
練馬町は3町に分立し、
- 練馬北町（現：北町、錦の一部）
- 練馬仲町（現：平和台、氷川台、早宮、錦の一部）
- 練馬南町（現：練馬、桜台、羽沢、栄町）

と名付けられる。
練馬町役場は板橋区練馬派出所として利用される。
練馬地区には練馬派出所と石神井派出所が設置されるが、重要な手続については板橋区役所まで行かねばならない。
後に、練馬派出所は練馬支所、石神井派出所は石神井出張所へと昇格。
- 1943年（昭和18年）7月1日 - 東京都制が施行され、旧練馬町は東京都板橋区に属す。
- 1947年（昭和22年）8月1日 - 練馬区独立。

板橋区から旧1町4村（北豊島郡練馬町・上練馬村・中新井村・石神井村・大泉村）が練馬区として分離独立し、旧練馬町は練馬区に属することとなる。
これに伴い、各町名にある練馬の冠称を取り除く。
開進第三小学校講堂に練馬区役所を開設。
練馬支所は練馬区役所第二出張所として利用される。
- 1949年（昭和24年）1月15日 - 練馬区役所移転（現在の豊玉北六丁目12-1）
- 1959年（昭和34年） - 第二出張所老朽化に伴い建て替え。
- 1965年（昭和40年） - 住居表示が実施される。
- 1975年（昭和50年） - 第二出張所移転（早宮一丁目44-19）

### 町名の変遷
板橋区成立時の町名改称は以下のとおり。
| 実施後         | 実施年月日    | 実施前（いずれも練馬町の字名）                             |
| -------------- | ------------- | ---------------------------------------------------------- |
| 練馬北町一丁目 | 1932年10月1日 | 字下宿・中宿・御殿・渡戶                                   |
| 練馬北町二丁目 | 1932年10月1日 | 字上宿・伊勢原・馬喰ヶ谷戶・池ノ上・櫻臺・庚申塚           |
| 練馬北町三丁目 | 1932年10月1日 | 字久保・大松・田柄谷・池ノ端・富士山・中ノ臺・大山・田柄前 |
| 練馬仲町一丁目 | 1932年10月1日 | 字今神・今神前・東濕化味                                   |
| 練馬仲町二丁目 | 1932年10月1日 | 字東本村・宮久保・西濕化味・宮宿・町田                     |
| 練馬仲町三丁目 | 1932年10月1日 | 字重現・北三軒・宮前                                       |
| 練馬仲町四丁目 | 1932年10月1日 | 字東早淵・細神・早淵前                                     |
| 練馬仲町五丁目 | 1932年10月1日 | 字北早淵・中原・西本村・丸久保                             |
| 練馬仲町六丁目 | 1932年10月1日 | 字北宮・早淵・西早淵・中宮・南宮                           |
| 練馬南町一丁目 | 1932年10月1日 | 字羽木・北羽澤・南羽澤・前羽澤                             |
| 練馬南町二丁目 | 1932年10月1日 | 字熊ノ山・西羽澤・丸山・正久保臺・宿濕化味・出崎           |
| 練馬南町三丁目 | 1932年10月1日 | 字出子谷ツ・南三軒・向早淵・西原・西原前                   |
| 練馬南町四丁目 | 1932年10月1日 | 字糀谷・栗山下・栗山・栗山大門                             |
| 練馬南町五丁目 | 1932年10月1日 | 字谷戶・谷戶山・出頭                                       |

## 行政

### 役場
- 下練馬村役場/練馬町役場 - 練馬町字重現1699番地（現在の平和台三丁目22-11）

### 歴代村長・町長
大木泰孝、新井七三郎、矢作久松、阿部広吉、大木金兵衛、島野栄次郎、大木金兵衛

## 寺院・神社
- 郷社 氷川神社 - 字宮鶴、現在の氷川台四丁目47-3
- 村社 白山神社 - 字谷戸、現在の練馬四丁目2
- 金乗院 - 字本村、現在の錦二丁目4-28
- 円明院 - 字今神、現在の錦一丁目19-25
- 荘厳寺 - 字湿化味、現在の氷川台三丁目14-26
- 光伝寺 - 字湿化味、現在の氷川台三丁目24-4

## 教育
- 村立開進小学校（練馬区立開進第一小学校）
- 村立開進小学校第一分教場（練馬区立開進第二小学校）
- 村立開進小学校第二分教場（練馬区立開進第三小学校）

## 交通

### 鉄道
- 東上鉄道（現東武東上線）

1914年（大正3年）5月1日 - 東上鉄道開通当時
池袋方面：-下板橋-池袋
川越方面：-成増-膝折-志木-鶴瀬-上福岡-川越西町-川越町-田面沢
1929年（昭和4年）4月1日 - 練馬町成立当時
池袋方面：東武練馬-上板橋-大山-金井窪-下板橋-池袋
寄居方面：東武練馬-下赤塚-成増-朝霞-志木-鶴瀬-上福岡-新河岸-川越西町-川越市-霞ヶ関-鶴ヶ島-坂戸町-高坂-武州松山-菅谷-小川町-竹沢-男衾-鉢形-寄居
- 武蔵野鉄道（現西武池袋線、西武豊島線）

1915年（大正4年）4月15日 - 武蔵野鉄道開通当時
池袋方面：練馬-東長崎-池袋
飯能方面：練馬-石神井-保谷-東久留米-所沢-小手指-元狭山-豊岡町-仏子-飯能
1929年（昭和4年）4月1日 - 練馬町成立当時
池袋方面：豊島-練馬-江古田-東長崎-椎名町-池袋
飯能方面：練馬-中村橋-貫井-石神井-東大泉-保谷-田無町-東久留米-清瀬-秋津-所沢-西所沢-三ヶ島村-武蔵藤沢-豊岡町-（黒須貨物）-仏子-元加治-飯能

### 乗合自動車
- 池袋乗合自動車（中仙道乗合自動車→東都乗合自動車→国際興業）
  - 成増駅前-田柄久保-田柄-丸久保-練馬町役場-氷川神社前-正久保-羽根沢-江古田
  - 成増駅前-田柄久保-練馬郵便局前-練馬宿-七軒家-上ノ根-中板橋-轡神社前-大山-大山踏切-四ツ又-下板橋-金井窪-金星館前-氷川神社前-本村-重林寺-東京幼年保護所前-西山-平和湯前-川崎第百銀行-池袋駅西口前

- 板橋乗合自動車（東都乗合自動車→国際興業）
  - 板橋駅前-税務署前-板橋警察前-元郡役所前-王子新道-板橋町役場前-坂上-岩ノ坂下-練馬横丁-岩坂榎前-前野飛行場前-上板橋駅-練馬宿-丸久保-上練馬登記所-豊島園

- 大正自動車（東横乗合→東京横浜電鉄→東京急行電鉄→京王帝都電鉄→京王バス東・中野営業所）
  - 中野駅北口-中野電信隊裏-新井仲通-刑務所前-沼袋駅前-百観音下-丸山-貞源寺前-第二小学校前-療養所前-徳田-中新井中通-下新街-中新井（江古田橋）-練馬駅前

- ダット自動車（ダット乗合自動車→東京環状乗合自動車→東京都交通局(都営バス)）
  - 目白駅前-目白聖公会前-下落合交番前-落合郵便局前-中央薬局前-ライオンガレーヂ前（元銀行前）-椎名町営業所前-青物市場前-海上火災運動場前-東長崎車庫前-水道向-江古田駅前-武蔵高校前-三枚橋-練馬駅前-豊島園前

### 道路
- 富士街道

## 名所・旧跡
- 徳川綱吉御殿跡之碑（北町一丁目14-11）
- 練馬白山神社の大ケヤキ（練馬四丁目2白山神社境内。国の天然記念物に指定。）